# Binche
Binche (en picard Bince) és un municipi belga de la província d'Hainaut a la regió valona. Està compost per les seccions de Binche, Bray, Buvrinnes, Épinois, Leval-Trahegnies, Péronnes-lez-Binche, Ressaix i Waudrez.